# Markmannsgasse 2a

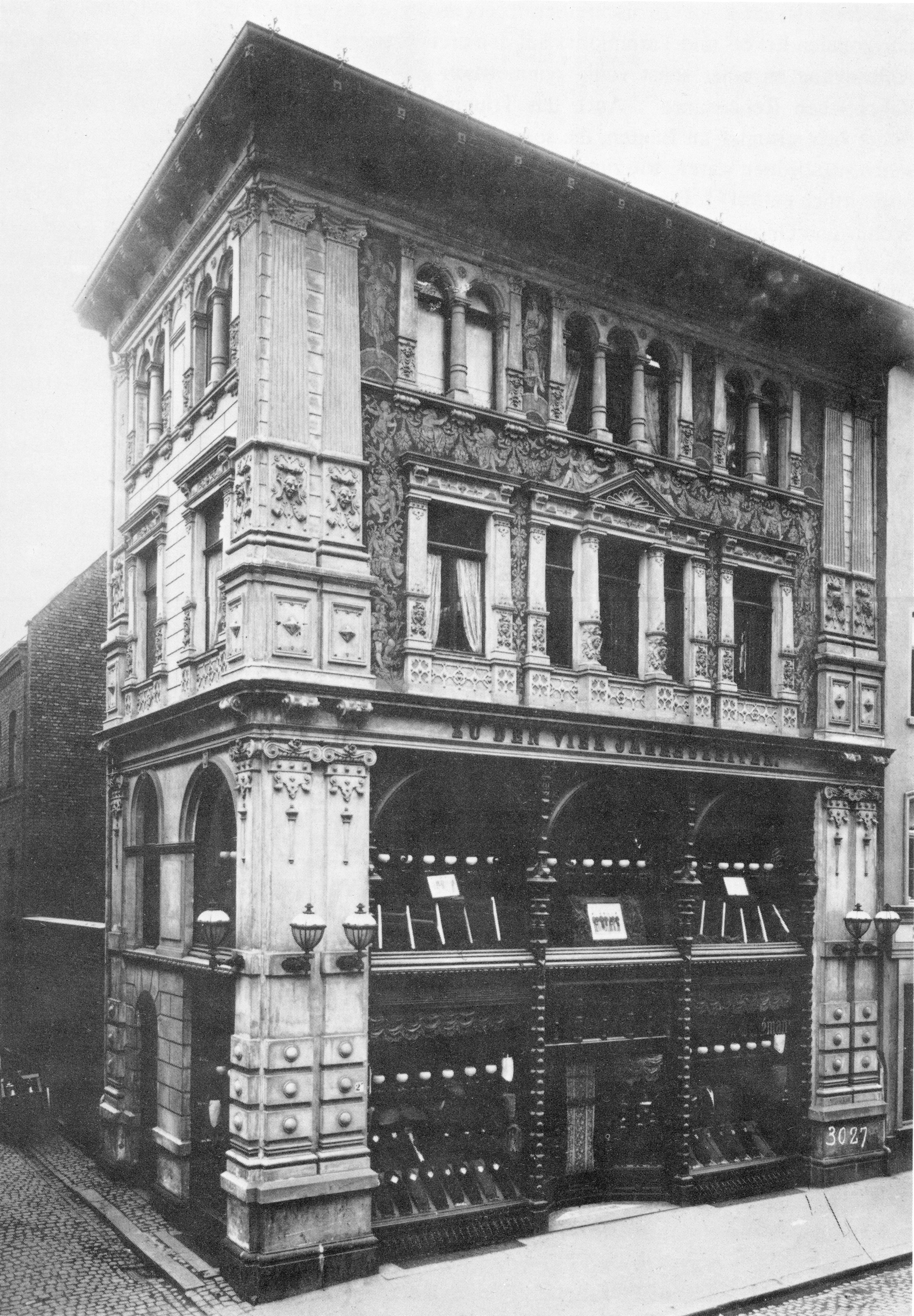

Das Haus Markmannsgasse 2a in Köln wurde 1880 erbaut und 1912 für die Rampe der Deutzer Brücke abgebrochen. Es zählte zu den „interessantesten Beispielen eines Mischtyps dieser Zeit“. So waren an dem Haus im Eklektizismus verschiedene Formenelemente verwendet worden: So aus der italienischen, französischen, niederländischen bzw. deutschen Renaissance.

## Beschreibung
Das Gebäude war als Wohn- und Geschäftshaus „Zu den Vier Jahreszeiten“ bekannt. Es war ein viergeschossiges Gebäude, wobei die unteren beiden Geschosse als Doppelgeschoss mit großen Schaufenstern eingerichtet wurden. Die beiden unteren Geschosse wurden von den oberen Geschossen durch ein Gesims mit dem Schriftzug ZU DEN VIER JAHRESZEITEN abgetrennt. Darüber erhoben sich die beiden Obergeschosse, die nach oben mit einem „außerordentlich kräftigen“ Kranzgesims abschlossen. Das dominante Kranzgesims gab dem Haus die „kubische Blockhaftigkeit“ im Stile der italienischen Renaissance. Motive der französischen Renaissance an dem Hause waren die Drillingsfenster, die „mittelrisalitartig“ zusammengefasst waren und die kannelierten Pilaster in Kolossalordnung. Niederländische bzw. deutsche Renaissance war das üppige Beschlagwerk im Florisstil, das die Brüstungsfelder der Fenster schmückte.

## Kunstgeschichtliche Einordnung
Hiltrud Kier sieht bei diesem Bau die Notwendigkeit, weniger die Unterschiede, sondern die Gemeinsamkeiten der verschiedensten Stilrichtungen zu erkennen – „spätestens bei diesem Bau … kommt der Zweifel, ob die … Methode der Stilsuche … richtig ist …  im Vordergurnd [sollte] die Sicht auf die alle Stilarten … des 19. Jhdts. verbindende Gemeinsamkeit stehen“.